# Виконт Сент-Винсент
Виконт Сент-Винсент из Мифорда в графстве Стаффордшир — наследственный титул в системе Пэрства Соединённого королевства.

## История
Титул виконта Сент-Винсента был создан 27 апреля 1801 года для известного британского флотоводца Джона Джервиса, графа Сент-Винсента (1735—1823), с правом наследования титула для его племянников Уильяма Генри Рикеттса и Эдварда Джервиса Рикеттса, а после них для своей племянницы Мэри Рикеттс (ум. 1835), жены Уильяма Карнеги, 7-го графа Нортеска. 23 июня 1797 года Джон Джервис получил титулы барона Джервиса из Мифорда в графстве Стаффордшир и графа Сент-Винсента (Пэрство Великобритании). Джон Джервис был депутатом Палаты общин от Лонстона (1783—1784), Грейт-Ярмута (1784—1790) и Уикома (1790—1794), был главнокомандующим Средиземноморским флотом Великобритании (1796—1799) и первым лордом Адмиралтейства (1801—1804).
В 1823 году после смерти лорда Сент-Винсента титулы барона Джервиса и графа Сент-Винсента угасли, а титул виконта Сент-Винсента унаследовал его племянник, Эдвард Джервис Джервис, 2-й виконт Сент-Винсент (1767—1859). В 1823 году он получил королевское разрешение на смену фамилии с Рикеттса на Джервис. Его правнук, Эдвард Джон Левесон Джервис, 4-й виконт Сент-Винсент (1850—1885), участвовал в военной экспедиции, которая была направлена в 1884 году для спасения генерала Гордона в Хартуме. Лорд Сент-Джервис скончался от ран, полученных в битве при Абу Клеа в январе 1885 года. Его сменил его младший брат, Карнеги Паркер Джервис, 5-й виконт Сент-Винсент (1855—1908).
По состоянию на 2024 год носителем титула являлся Эдвард Роберт Джеймс Джервис, 8-й виконт Сент-Винсент (род. 1951), который сменил своего отца в сентябре 2006 года.

## Графы Сент-Винсент (1797)

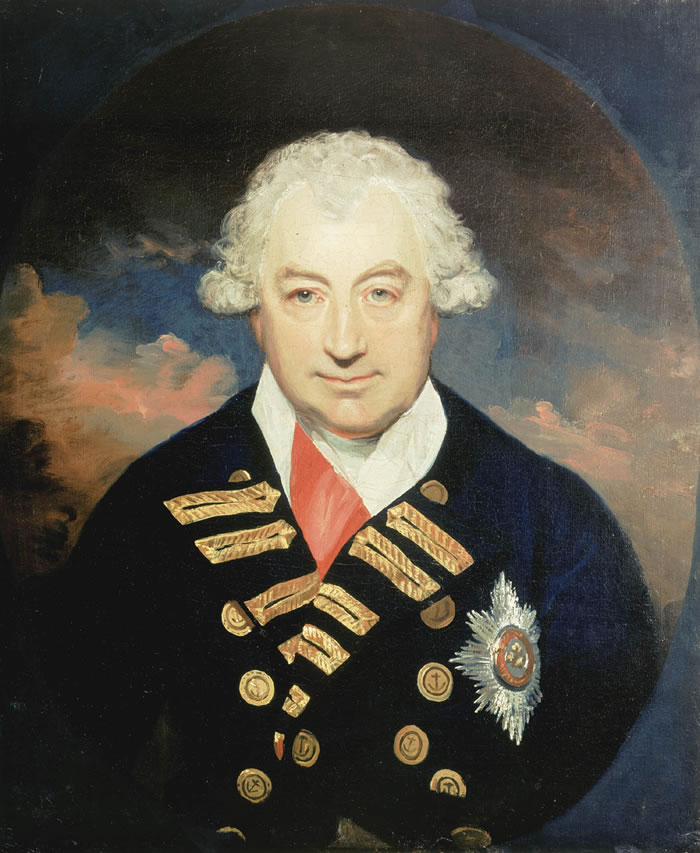
Джон Джервис, 1-й граф Сент-Винсент, 1-й барон Джервис, 1-й виконт Сент-Винсент (1735—1823)

- 1797—1823: Адмирал флота Джон Джервис, 1-й граф Сент-Винсент (9 января 1735 — 13 марта 1823), второй сын Суинфена Джервиса (1700—1771)

## Виконты Сент-Винсент (1801)
- 1801—1823: Адмирал флота Джон Джервис, 1-й граф Сент-Винсент, 1-й виконт Сент-Винсент (1735—1823);
  - капитан Уильям Генри Джервис (4 ноября 1764 — 26 января 1805), старший сын Уильяма Генри Рикеттса (1736—1799) и Мэри Джервис (ок. 1737—1802), племянник предыдущего;
- 1823—1859: Эдвард Джервис Джервис, 2-й виконт Сент-Винсент (1 апреля 1767 — 3 января 1859), младший брат предыдущего, племянник 1-го виконта Сент-Винсента;
  - Уильям Джервис Джервис (11 октября 1794—1839), старший сын предыдущего;
- 1859—1879: Карнеги Джон Роберт Джервис, 3-й виконт Сент-Винсент (12 августа 1825 — 19 июля 1879), старший сын предыдущего, внук 2-го виконта Сент-Винсента;
- 1879—1885: Эдвард Джон Левесон Джервис, 4-й виконт Сент-Винсент (3 апреля 1850 — 23 января 1885), старший сын предыдущего;
- 1885—1908: Карнеги Паркер Джервис, 5-й виконт Сент-Винсент (5 апреля 1855 — 22 января 1908), младший брат предыдущего, второй сын 3-го виконта Сент-Винсента;
- 1908—1940: Рональд Кларгес Джервис, 6-й виконт Сент-Винсент (3 декабря 1859 — 16 февраля 1940), младший брат предыдущего, третий сын 3-го виконта Сент-Винсента;
  - Джон Сирилл Карнеги Джервис (10 июля 1898—1929), старший сын виконта предыдущего;
- 1940—2006: Рональд Джеймс Джордж Джервис, 7-й виконт Сент-Винсент (3 мая 1905 — 4 сентября 2006), второй (младший) сын 6-го виконта Сент-Винсента;
- 2006 — настоящее время: Эдвард Роберт Джеймс Джервис, 8-й виконт Сент-Винсент (род. 12 мая 1951), старший сын предыдущего;
  - Наследник: достопочтенный Джеймс Ричард Энтони Джервис (род. 1982), единственный сын предыдущего.